# Загір'я (Рава-Руська міська громада)
Загі́р'я — село в Україні, у Львівському районі Львівської області. Населення становить 77 осіб. Орган місцевого самоврядування — Рава-Руська міська рада.

## Назва
У 1990 р. назву села Загірні було дещо змінено.

## Історія
До середини XIX ст. Загір'я входило до складу Липника, що був присілком села Кам'янки-Волоської.

## Населення

### Мова
Розподіл населення за рідною мовою за даними перепису 2001 року:
| Мова       | Кількість | Відсоток |
| ---------- | --------- | -------- |
| українська | 77        | 100%     |